# Franck Lucchesi
Franck Lucchesi (* 19. September 1963 in Montfavet, Avignon) ist ein ehemaliger französischer Fußballspieler.

## Karriere
Lucchesi begann seine Karriere bei Avignon Football. 1981 erlebte der damals 17-Jährige mit diesem Verein den Abstieg. Er wechselte zu Olympique Nîmes, da er in Avignon sein großes Talent nicht zur Geltung bringen konnte. 1983 gelang ihm mit Nîmes der Aufstieg in die erste Liga. Nach nur einem Jahr stieg der Verein ab, doch Lucchesi blieb diesem zunächst treu. Der Spieler, der zunächst meist im Mittelfeld gespielt hatte, wurde von nun an als Linksverteidiger eingesetzt. 1986 wurde er vom HSC Montpellier abgeworben. Nur ein Jahr später stieg er mit der neuen Mannschaft in die erste Liga auf. Dort verteidigte Lucchesi gemeinsam mit Pascal Baills und trug so dazu bei, dass die Mannschaft nur ein Jahr nach dem Aufstieg den dritten Platz erreichte. Nach sechs erfolgreichen Jahren kehrte er zu Nîmes zurück. Lucchesi war allerdings sehr torungefährlich, bei 160 Partien für Montpellier gelang ihm nur ein einziges Tor. Nach seiner Rückkehr zu Nîmes im Jahr 1992 musste er nur ein Jahr später den Abstieg in die zweite Liga hinnehmen. Die Mannschaft um Spieler wie Didier Monczuk war der ersten Liga nicht mehr gewachsen. Lucchesi spielte noch zwei weitere Jahre in der zweiten Liga, ehe er Nîmes 1995 den Rücken kehrte. Danach ließ er seine Karriere bei einem unterklassigen Verein aus Saint-Rémy ausklingen. 2003 kehrte er als Trainer zu seinem ersten Verein, Avignon Football, zurück. Diesen Posten hatte er bis 2005 inne.